# بیلی ولان
ویلیام آگوستین ولان (به انگلیسی: William Augustine Whelan) (زاده ۱ آوریل ۱۹۳۵-درگذشته ۶ فوریه ۱۹۵۸) که با نام‌های بیلی ولان و لیام ولان نیز شناخته می‌شود، بازیکن ایرلندی تیم منچستر یونایتد بود که در حادثه مونیخ درگذشت.